# Landolf III de Bénévent
Pour les articles homonymes, voir Landolf.
Landolf III de Bénévent  ou Landolf V de Capoue (mort après le 7 octobre 969) prince de Capoue-Bénévent de 961 à 969.

## Biographie
Landolf III est le fils cadet de Landolf II de Bénévent. Après la mort de son père il règne conjointement avec son frère aîné Pandolf Tête de Fer qui l'associe au trône en 961 en lui délégant l'administration de Bénévent. Landolf III meurt après le 7 octobre 969 et Pandolf Ier écarte ses deux neveux Landolf et Pandolf et s'empresse d'associer au trône son propre fils aîné Landolf IV de Bénévent avant le 18 décembre 969.

## Postérité
De son union vers 958 avec Gaitelgrime, fille de Roffrid d'Avellino Gastald de Larino, Landolf III de Bénévent laisse deux fils qui finalement supplanteront les fils de Pandolf Ier : 
- Landolf de Sainte-Agathe ;
- Pandolf II de Bénévent.

## Sources
- Jules Gay L'Italie méridionale et l'Empire byzantin depuis l'avènement de Basile Ier jusqu'à la prise de Bari par les Normands (867-1071) Albert Fontemoing éditeur, Paris 1904 p. 636.
- « Comtes et princes de Capoue » dans L'art de vérifier les dates… .
- (en) Landolf V (961-968) sur le site Medieval Lands.